# پاکیپودیوم
پاکیپودیوم(نام علمی: Pachypodium) نام یک سرده از تیره خرزهره‌ایان است.